# Hamburger Volksbank
Die Hamburger Volksbank ist ein Kreditinstitut in Hamburg. Die Bank hat ihren Sitz in Hamburg-Hammerbrook (City Süd).

## Geschichte
Die Hamburger Volksbank eG ging im Jahr 2007 aus der Fusion der Hamburger Bank von 1861 Volksbank eG mit der Volksbank Hamburg Ost-West eG hervor.
Geschichten der einzelnen Banken
Hamburger Bank von 1861 Volksbank eG
Die Hamburger Bank von 1861 Volksbank eG ist zurückzuführen auf die Gründung des Harburger Vorschußvereins am 24. Juli 1861. Am 1. Januar 1862 nahm dieser seinen Betrieb offiziell auf. Die Stadt Hamburg bekam 1926 eine Bank zur Mittelstandsförderung, die Hamburger Bank von 1926. Im Jahr 1938 wurde die Kreditbank (Bezeichnung seit 1901) umbenannt in Volksbank Harburg-Wilhelmsburg und fusionierte 1939/1940 mit der Hamburger Bank von 1926 zur Hamburger Bank von 1861.
Mit der nächsten Fusion mit der Volksbank Hamburg-Nord im Jahr 1980 kletterte die Bilanzsumme über 500 Mio. DM. Die Mitgliederzahl stieg 1982 aufgrund einer weiteren Fusion mit der Geesthachter Volksbank über die 20.000er-Marke. Es folgte 1997 die Fusion mit der Niederelbischen Volksbank. Die Hamburger Bank von 1861 Volksbank eG fusionierte 2007 mit der Volksbank Hamburg Ost-West eG zur heutigen Hamburger Volksbank eG.
Volksbank Hamburg Ost-West eG
Die Volksbank Hamburg Ost-West eG war eine Neugründung im Jahr 1980 aus der Wandsbeker Volksbank und der Altonaer Volksbank.
Die Wandsbeker Volksbank fundierte auf die Gründung eines Vorschußvereins zu Wandsbek im Jahr 1869, welcher dann 1892 zur Wandsbeker Bank umfirmiert wurde. Eine weitere Umfirmierung zur Wandsbeker Volksbank erfolgte im Jahr 1953.
Die Altonaer Volksbank fundierte auf die Gründung als Handwerker Genossenschaftskasse zu Altona im Jahr 1901, welche dann 1903 zur Handwerkerbank umfirmiert wurde. Eine weitere Umfirmierung zur Altonaer Bank erfolgte im Jahr 1927. Die Firmierung Altonaer Volksbank wurde dann im Jahr 1941 gewählt. 1972 nahm die Altonaer Volksbank die Volksbank Wedel auf, welche 1929 als Kreditbank Wedel gegründet wurde.

## Geschäftsgebiet
Die Hamburger Volksbank ist mit 16 Filialen und insgesamt an über 100 Standorten in Hamburg sowie einigen Umlandgemeinden in Schleswig-Holstein und Niedersachsen vertreten.